# Tomasz Jodłowiec
Tomasz Jodłowiec (Żywiec, 8 settembre 1985) è un calciatore polacco, centrocampista dello Sparta Kazimierza Wielka.

## Carriera

### Club
Cresciuto nelle giovanili del Koszarawa Żywiec, debutta nei campionati professionistici nel 2004 con la maglia del Widzew Łódź, collezionando 4 presenze. Dopo brevi esperienze al ŁKS Łódź e al Podbeskidzie, nel 2006 passa al Dyskobolia con cui colleziona 43 presenze nella Ekstraklasa, la massima divisione polacca. A partire dal 2008, a seguito della fusione tra il Dyskobolia e il Polonia Varsavia, milita nel sodalizio della capitale polacca.

### Nazionale
Esordisce in Nazionale maggiore l'11 ottobre 2008 nella match contro la Repubblica Ceca, valida per le qualificazioni ai Mondiali 2010.
Viene convocato per gli Europei 2016 in Francia.

## Statistiche

### Cronologia presenze e reti in nazionale
| Cronologia completa delle presenze e delle reti in nazionale ― Polonia | Cronologia completa delle presenze e delle reti in nazionale ― Polonia | Cronologia completa delle presenze e delle reti in nazionale ― Polonia | Cronologia completa delle presenze e delle reti in nazionale ― Polonia | Cronologia completa delle presenze e delle reti in nazionale ― Polonia | Cronologia completa delle presenze e delle reti in nazionale ― Polonia | Cronologia completa delle presenze e delle reti in nazionale ― Polonia | Cronologia completa delle presenze e delle reti in nazionale ― Polonia |
| Data                                                                   | Città                                                                  | In casa                                                                | Risultato                                                              | Ospiti                                                                 | Competizione                                                           | Reti                                                                   | Note                                                                   |
| ---------------------------------------------------------------------- | ---------------------------------------------------------------------- | ---------------------------------------------------------------------- | ---------------------------------------------------------------------- | ---------------------------------------------------------------------- | ---------------------------------------------------------------------- | ---------------------------------------------------------------------- | ---------------------------------------------------------------------- |
| 11-10-2008                                                             | Chorzów                                                                | Polonia                                                                | 2 – 1                                                                  | Rep. Ceca                                                              | Qual. Mondiali 2010                                                    | -                                                                      | 90+1’                                                                  |
| 19-11-2008                                                             | Dublino                                                                | Irlanda                                                                | 2 – 3                                                                  | Polonia                                                                | Amichevole                                                             | -                                                                      | 81’                                                                    |
| 14-12-2008                                                             | Adalia                                                                 | Polonia                                                                | 1 – 0                                                                  | Serbia                                                                 | Amichevole                                                             | -                                                                      |                                                                        |
| 7-2-2009                                                               | Loulé                                                                  | Lituania                                                               | 1 – 1                                                                  | Polonia                                                                | Amichevole                                                             | -                                                                      |                                                                        |
| 12-8-2009                                                              | Bydgoszcz                                                              | Polonia                                                                | 2 – 0                                                                  | Grecia                                                                 | Amichevole                                                             | -                                                                      | 75’                                                                    |
| 17-1-2010                                                              | Nakhon Ratchasima                                                      | Danimarca                                                              | 3 – 1                                                                  | Polonia                                                                | King's Cup 2010                                                        | -                                                                      |                                                                        |
| 20-1-2010                                                              | Nakhon Ratchasima                                                      | Polonia                                                                | 3 – 1                                                                  | Thailandia                                                             | King's Cup 2010                                                        | -                                                                      |                                                                        |
| 23-1-2010                                                              | Nakhon Ratchasima                                                      | Polonia                                                                | 6 – 1                                                                  | Singapore                                                              | King's Cup 2010                                                        | -                                                                      |                                                                        |
| 3-3-2010                                                               | Varsavia                                                               | Polonia                                                                | 2 – 0                                                                  | Bulgaria                                                               | Amichevole                                                             | -                                                                      | 59’                                                                    |
| 29-5-2010                                                              | Kielce                                                                 | Polonia                                                                | 0 – 0                                                                  | Finlandia                                                              | Amichevole                                                             | -                                                                      |                                                                        |
| 2-6-2010                                                               | Kufstein                                                               | Serbia                                                                 | 0 – 0                                                                  | Polonia                                                                | Amichevole                                                             | -                                                                      | 69’                                                                    |
| 8-6-2010                                                               | Murcia                                                                 | Spagna                                                                 | 6 – 0                                                                  | Polonia                                                                | Amichevole                                                             | -                                                                      | 79’                                                                    |
| 17-11-2010                                                             | Poznań                                                                 | Polonia                                                                | 3 – 1                                                                  | Costa d'Avorio                                                         | Amichevole                                                             | -                                                                      |                                                                        |
| 10-12-2010                                                             | Adalia                                                                 | Bosnia ed Erzegovina                                                   | 2 – 2                                                                  | Polonia                                                                | Amichevole                                                             | -                                                                      |                                                                        |
| 25-3-2011                                                              | Kaunas                                                                 | Lituania                                                               | 2 – 0                                                                  | Polonia                                                                | Amichevole                                                             | -                                                                      | 85’                                                                    |
| 29-3-2011                                                              | Il Pireo                                                               | Grecia                                                                 | 0 – 0                                                                  | Polonia                                                                | Amichevole                                                             | -                                                                      | 62’                                                                    |
| 5-6-2011                                                               | Varsavia                                                               | Polonia                                                                | 2 – 1                                                                  | Argentina                                                              | Amichevole                                                             | -                                                                      |                                                                        |
| 9-6-2011                                                               | Varsavia                                                               | Polonia                                                                | 0 – 1                                                                  | Francia                                                                | Amichevole                                                             | -                                                                      |                                                                        |
| 10-8-2011                                                              | Lubin                                                                  | Polonia                                                                | 1 – 0                                                                  | Georgia                                                                | Amichevole                                                             | -                                                                      |                                                                        |
| 2-9-2011                                                               | Varsavia                                                               | Polonia                                                                | 1 – 1                                                                  | Messico                                                                | Amichevole                                                             | -                                                                      | 90+2’                                                                  |
| 7-10-2011                                                              | Seul                                                                   | Corea del Sud                                                          | 2 – 2                                                                  | Polonia                                                                | Amichevole                                                             | -                                                                      | 90+1’                                                                  |
| 11-10-2011                                                             | Wiesbaden                                                              | Polonia                                                                | 2 – 0                                                                  | Bielorussia                                                            | Amichevole                                                             | -                                                                      | 73’                                                                    |
| 15-11-2011                                                             | Poznań                                                                 | Polonia                                                                | 2 – 1                                                                  | Ungheria                                                               | Amichevole                                                             | -                                                                      | 65’                                                                    |
| 16-12-2011                                                             | Adalia                                                                 | Polonia                                                                | 1 – 0                                                                  | Bosnia ed Erzegovina                                                   | Amichevole                                                             | -                                                                      |                                                                        |
| 22-5-2012                                                              | Klagenfurt                                                             | Polonia                                                                | 1 – 0                                                                  | Lettonia                                                               | Amichevole                                                             | -                                                                      | 64’                                                                    |
| 14-12-2012                                                             | Adalia                                                                 | Polonia                                                                | 4 – 1                                                                  | Macedonia                                                              | Amichevole                                                             | -                                                                      | cap.                                                                   |
| 15-11-2013                                                             | Varsavia                                                               | Polonia                                                                | 0 – 2                                                                  | Slovacchia                                                             | Amichevole                                                             | -                                                                      | 76’                                                                    |
| 19-11-2013                                                             | Poznań                                                                 | Polonia                                                                | 0 – 0                                                                  | Irlanda                                                                | Amichevole                                                             | -                                                                      | 59’                                                                    |
| 18-1-2014                                                              | Abu Dhabi                                                              | Polonia                                                                | 3 – 0                                                                  | Norvegia                                                               | Amichevole                                                             | -                                                                      |                                                                        |
| 20-1-2014                                                              | Abu Dhabi                                                              | Moldavia                                                               | 0 – 1                                                                  | Polonia                                                                | Amichevole                                                             | -                                                                      | 68’                                                                    |
| 5-3-2014                                                               | Varsavia                                                               | Polonia                                                                | 0 – 1                                                                  | Scozia                                                                 | Amichevole                                                             | -                                                                      | 88’                                                                    |
| 11-10-2014                                                             | Varsavia                                                               | Polonia                                                                | 2 – 0                                                                  | Germania                                                               | Qual. Euro 2016                                                        | -                                                                      |                                                                        |
| 14-11-2014                                                             | Tbilisi                                                                | Georgia                                                                | 0 – 4                                                                  | Polonia                                                                | Qual. Euro 2016                                                        | -                                                                      | 66’ 83’                                                                |
| 18-11-2014                                                             | Breslavia                                                              | Polonia                                                                | 2 – 2                                                                  | Svizzera                                                               | Amichevole                                                             | -                                                                      | 36’                                                                    |
| 29-3-2015                                                              | Dublino                                                                | Irlanda                                                                | 1 – 1                                                                  | Polonia                                                                | Qual. Euro 2016                                                        | -                                                                      |                                                                        |
| 13-6-2015                                                              | Varsavia                                                               | Polonia                                                                | 4 – 0                                                                  | Georgia                                                                | Qual. Euro 2016                                                        | -                                                                      | 80’                                                                    |
| 4-9-2015                                                               | Francoforte sul Meno                                                   | Germania                                                               | 3 – 1                                                                  | Polonia                                                                | Qual. Euro 2016                                                        | -                                                                      |                                                                        |
| 8-10-2015                                                              | Glasgow                                                                | Scozia                                                                 | 2 – 2                                                                  | Polonia                                                                | Qual. Euro 2016                                                        | -                                                                      | 62’                                                                    |
| 17-11-2015                                                             | Breslavia                                                              | Polonia                                                                | 3 – 1                                                                  | Rep. Ceca                                                              | Amichevole                                                             | 1                                                                      | 77’                                                                    |
| 23-3-2016                                                              | Poznań                                                                 | Polonia                                                                | 1 – 0                                                                  | Serbia                                                                 | Amichevole                                                             | -                                                                      | 76’                                                                    |
| 26-3-2016                                                              | Breslavia                                                              | Polonia                                                                | 5 – 0                                                                  | Finlandia                                                              | Amichevole                                                             | -                                                                      | 46’                                                                    |
| 1-6-2016                                                               | Danzica                                                                | Polonia                                                                | 1 – 2                                                                  | Paesi Bassi                                                            | Amichevole                                                             | -                                                                      | 80’                                                                    |
| 6-6-2016                                                               | Breslavia                                                              | Polonia                                                                | 0 – 0                                                                  | Lituania                                                               | Amichevole                                                             | -                                                                      | 46’                                                                    |
| 12-6-2016                                                              | Nizza                                                                  | Polonia                                                                | 1 – 0                                                                  | Irlanda del Nord                                                       | Euro 2016 - 1º turno                                                   | -                                                                      | 78’                                                                    |
| 16-6-2016                                                              | Saint-Denis                                                            | Germania                                                               | 0 – 0                                                                  | Polonia                                                                | Euro 2016 - 1º turno                                                   | -                                                                      | 76’                                                                    |
| 21-6-2016                                                              | Marsiglia                                                              | Ucraina                                                                | 0 – 1                                                                  | Polonia                                                                | Euro 2016 - 1º turno                                                   | -                                                                      |                                                                        |
| 25-6-2016                                                              | Saint-Étienne                                                          | Svizzera                                                               | 1 – 1 dts (4 – 5 dtr)                                                  | Polonia                                                                | Euro 2016 - Ottavi di finale                                           | -                                                                      | 101’                                                                   |
| 30-6-2016                                                              | Marsiglia                                                              | Polonia                                                                | 1 – 1 dts (3 – 5 dtr)                                                  | Portogallo                                                             | Euro 2016 - Quarti di finale                                           | -                                                                      | 98’                                                                    |
| Totale                                                                 |                                                                        | Presenze                                                               | 48                                                                     |                                                                        | Reti                                                                   | 1                                                                      |                                                                        |

| Cronologia completa delle presenze e delle reti in nazionale (partite non ufficiali) ― Polonia | Cronologia completa delle presenze e delle reti in nazionale (partite non ufficiali) ― Polonia | Cronologia completa delle presenze e delle reti in nazionale (partite non ufficiali) ― Polonia | Cronologia completa delle presenze e delle reti in nazionale (partite non ufficiali) ― Polonia | Cronologia completa delle presenze e delle reti in nazionale (partite non ufficiali) ― Polonia | Cronologia completa delle presenze e delle reti in nazionale (partite non ufficiali) ― Polonia | Cronologia completa delle presenze e delle reti in nazionale (partite non ufficiali) ― Polonia | Cronologia completa delle presenze e delle reti in nazionale (partite non ufficiali) ― Polonia |
| Data                                                                                           | Città                                                                                          | In casa                                                                                        | Risultato                                                                                      | Ospiti                                                                                         | Competizione                                                                                   | Reti                                                                                           | Note                                                                                           |
| ---------------------------------------------------------------------------------------------- | ---------------------------------------------------------------------------------------------- | ---------------------------------------------------------------------------------------------- | ---------------------------------------------------------------------------------------------- | ---------------------------------------------------------------------------------------------- | ---------------------------------------------------------------------------------------------- | ---------------------------------------------------------------------------------------------- | ---------------------------------------------------------------------------------------------- |
| 2-2-2013                                                                                       | Malaga                                                                                         | Romania                                                                                        | 1 – 4                                                                                          | Polonia                                                                                        | Amichevole                                                                                     | -                                                                                              | 46’                                                                                            |
| Totale                                                                                         |                                                                                                | Presenze                                                                                       | 1                                                                                              |                                                                                                | Reti                                                                                           | 0                                                                                              |                                                                                                |

## Palmarès

### Club

#### Competizioni nazionali
- Coppa di Polonia: 2

Dyskobolia: 2006-2007
Legia Varsavia: 2012-2013
- Supercoppa di Polonia: 1

Śląsk Breslavia: 2012
- Campionato polacco: 2

Legia Varsavia: 2012-2013
Piast Gliwice: 2018-2019